# Bisdom San

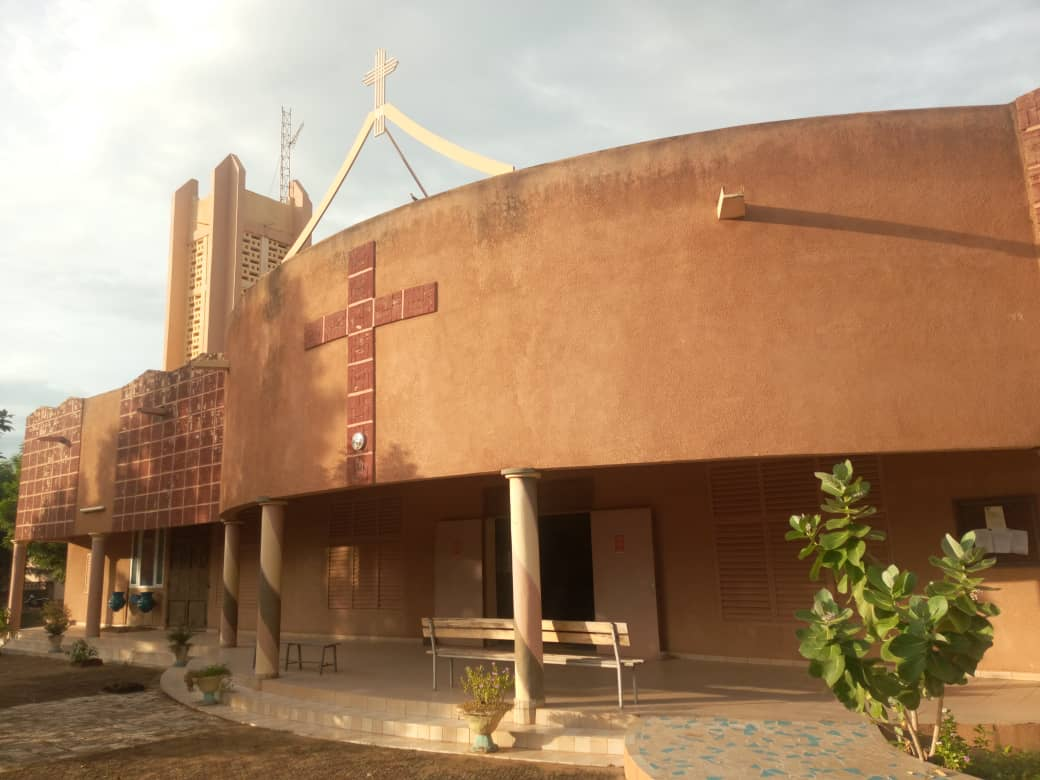
De kathedraal van San

Het bisdom San (Latijn: Dioecesis Sanensis) is een rooms-katholiek bisdom met als zetel San in Mali. Het is een suffragaan bisdom van het aartsbisdom Bamako. Het bisdom werd opgericht in 1964.
In 2020 telde het bisdom acht parochies. Het bisdom heeft een oppervlakte van 20.550 km² en telde in 2020 1.282.000 inwoners, waarvan 3,3% katholiek was.
In 1962 werd de missie sui juris San opgericht met aan het hoofd de Franse witte pater Joseph Paul Barnabé Perrot. In 1964 werd hij de eerste bisschop toen het bisdom San werd opgericht.

## Bisschoppen
- Joseph Paul Barnabé Perrot, M. Afr. (1962-1987)
- Jean-Gabriel Diarra (1987-2019)
- Hassa Florent Koné (2021-)

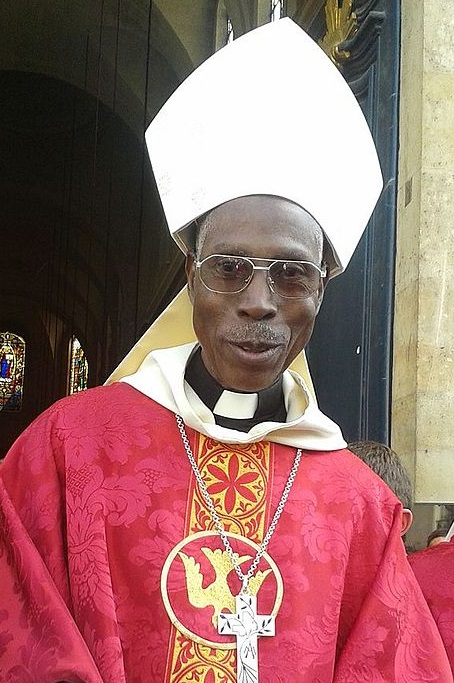
Jean-Gabriel Diarra